# Johann Georg Friedrich von Einsiedel

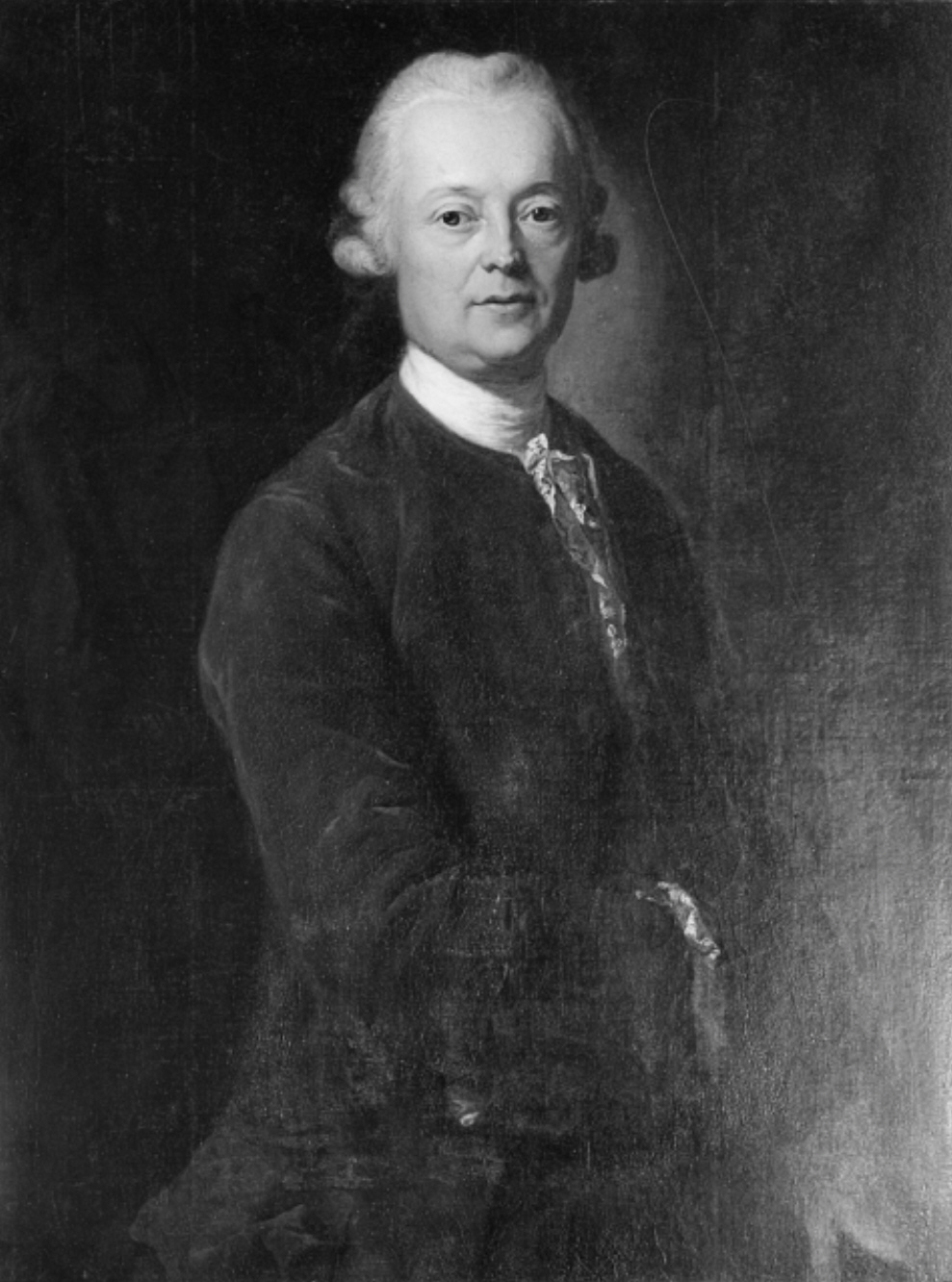
Johann Georg Friedrich Graf von Einsiedel, porträtiert von Anton Graff.

Johann Georg Friedrich von Einsiedel, ab 1745 Graf von Einsiedel (* 18. Dezember 1730 in Dresden; † 21. Juni 1811 in Reibersdorf) war ein sächsischer Staatsmann.

## Herkunft
Seine Eltern waren der Erste Hofmarschall Johann George von Einsiedel aus dem sächsischen Adelsgeschlecht Einsiedel, der 1745 in den Grafenstand erhoben worden war, und Gräfin Eva Charlotte Friederike von Flemming. Sein Bruder Detlev Carl war ebenfalls Minister.

## Leben
Er trat nach einem Schulbesuch in Leipzig schon in jungen Jahren in den kursächsischen Staatsdienst ein. Zunächst als Diplomat ab 1748 in Sankt Petersburg tätig, erfolgte 1763 Einsiedels Ernennung zum sächsischen Gesandten am englischen Hof in London.
Mit der Übernahme der Regierungsgeschäfte durch Friedrich Christian wurde Einsiedel 1763 zum Kabinettsminister und Staatssekretär für innere Angelegenheiten berufen. Nach dem Tode des Kurfürsten überwarf er sich mit dem Administrator Xaver, dessen Vorstellungen über eine Erhöhung der Heeresstärke er nicht mittrug. 1766 entließ ihn Xaver aus dem Amt. Sein Nachfolger wurde als Kabinettsminister Leopold Nicolaus von Ende.
Einsiedel zog sich auf seine Standesherrschaft Seidenberg-Reibersdorf zurück und baute sie und die 1767 angeheiratete Grundherrschaft Milkel zu Musterbetrieben der von ihm verfochtenen Modernisierung der Landwirtschaft in Kursachsen aus.
Im Jahre 1777 überließ er seinem Bruder Delev Graf von Einsiedel seine Hälfte an der Herrschaft Saathain.
Seit 1782 gehörte er der Herrnhuter Brüdergemeine an.

## Familie
Er heiratete 1766 in Bautzen Eleonore Henriette von Ponickau (1733–1806) Witwe des sächsischen Minister Graf Nicolaus Willibald von Gersdorff (1713–1765) und Tochter des sächsischen Landkammerrats Johann Adolph von Ponickau. Das Paar hatte zwei Söhne und eine Tochter:
- Georg (1767–1840), sächsischer Wirklicher Geheimer Rat und Gesandter in Petersburg
- Hermann (* 13. August 1768; † 25. Mai 1842), Kammerherr ⚭ 1810 Ernestine von Warnsdorf
- Charlotte Sophie (1769–1855)